# Acotació

Exemple d'acotació en dibuix tècnic

Una acotació  és la mesura d'una característica d'un objecte que cal ser especificada en un dibuix tècnic. L'acotació, també coneguda com a delimitació o dimensió, ha de complir un conjunt de regles per facilitar la seva lectura i, per tant, facilitar la construcció d'una peça. Hi ha diferents usos de les acotacions.
Les cotes s'han d'escriure amb caràcters ben visibles (no han de produir dubtes de comprensió) en sentit paral·lel a les corresponents línies de cota, a sobre d'aquestes, amb una lleugera separació i en el que sigui possible cap a la seva meitat. Les cotes no han de ser mai travessades o separades per cap línia del dibuix.

## Tipus d'acotacions

Tipus d'acotacions segons la seva finalitat: A) acotacions de dimensió, B) acotacions de localització

Hi ha diferents formes d'acotar, aquestes estan donades per la complexitat que presenti la peça (peça com a element mecànic) o objecte:
- Acotacions de mida o dimensió
- Acotacions de localització o posició
- Notes locals
- Notes generals

L'acotació està regulada per la norma ISO 129-1:2004 (International Organizationfor Standardization, Nº 129, apartat 1 i la seva entrada en vigència és de l'any 2004).

## Components de les acotacions

Components d'acotacions: 1) inici, 2) línia d'acotació, 3) xifra d'acotació, 4) línia auxiliar, 5) final

Les acotacions es componen dels següents elements:
- Línia d'acotació o de referència: és la línia paral·lela a l'aresta que es mesura en un objecte.
- Línia auxiliar: són perpendiculars a allò que es mesura. Delimiten les línies d'acotació.
- Línia d'extensió: és una línia que va dels extrems d'una aresta o superfície als extrems d'una línia d'acotació localitzada fora de la vista.
- Xifra d'acotació: és el número que indica la magnitud mesurada.
- Línies d'acotacions: són aquelles que indiquen valors o notes addicionals.
- Símbols: són indicacions gràfiques addicionals a les dimensions o notes d'una acotació. Els símbols més emprats en acotació són:

| Símbol | Definició        |
| ------ | ---------------- |
| □      | Quadrat (forma)  |
| Ø      | Diàmetre         |
| R      | Radi             |
| SR     | Radi esfèric     |
| SØ     | Diàmetre esfèric |

## Sèrie de cotes iguals

Acotació d'elements repetits

Quan és necessari acotar un grup d'elements regularment espaiats es traça una línia de cota única, en la qual s'escriu el nombre de vegades que el valor es repeteix, el signe multiplicador X, és la dimensió repetida, el signe = i la suma de totes les acotacions.

## Acotació per coordenades

Acotació per coordenades: A) acotació per coordenades polars, B) acotació en línies de base

Quan només es posen fletxes amb 4H corbes amb un angle que és igual a l'escala (o sigui, si es pot acotar mitjançant dues sèries de cotes amb orígens comuns) és preferible emprar la variant d'acotació per coordenades on es donen les abscisses i les ordenades dels elements en una taula adjunta al dibuix. Les línies han d'estar totalment separades per fletxes a l'angle de l'acotament.

## Acotació tabulada
Quan es presenta el cas d'haver de donar les dimensions de sèries o grups de peces o productes on les acotacions es poden confondre és convenient limitar donant literals en comptes de valors. Al costat del dibuix s'indica el valor de les literals per als diferents productes o peces.

## Acotació múltiple
Una variant de l'acotació tabulada és l'acotació múltiple, molt utilitzada en els dibuixos per a fabricació. A l'acotació múltiple es donen sobre un sol dibuix, les cotes i els valors per a peces (veure Sistema dièdric).